# Диоген (епископ Византийский)
Диоге́н (греч. Διογένης, умер в 129?) — епископ Византийский.
Сменив епископа Седекиона, занимал епископскую кафедру на протяжении пятнадцати лет с 114 по 129 год. Служение его прошло во время преследований христиан римскими императорами Траяном и Адрианом. О жизни Диогена известно очень мало.
После кончины похоронен в епархии храма Аргируполиса.